# 马焦雷门 (博洛尼亚)

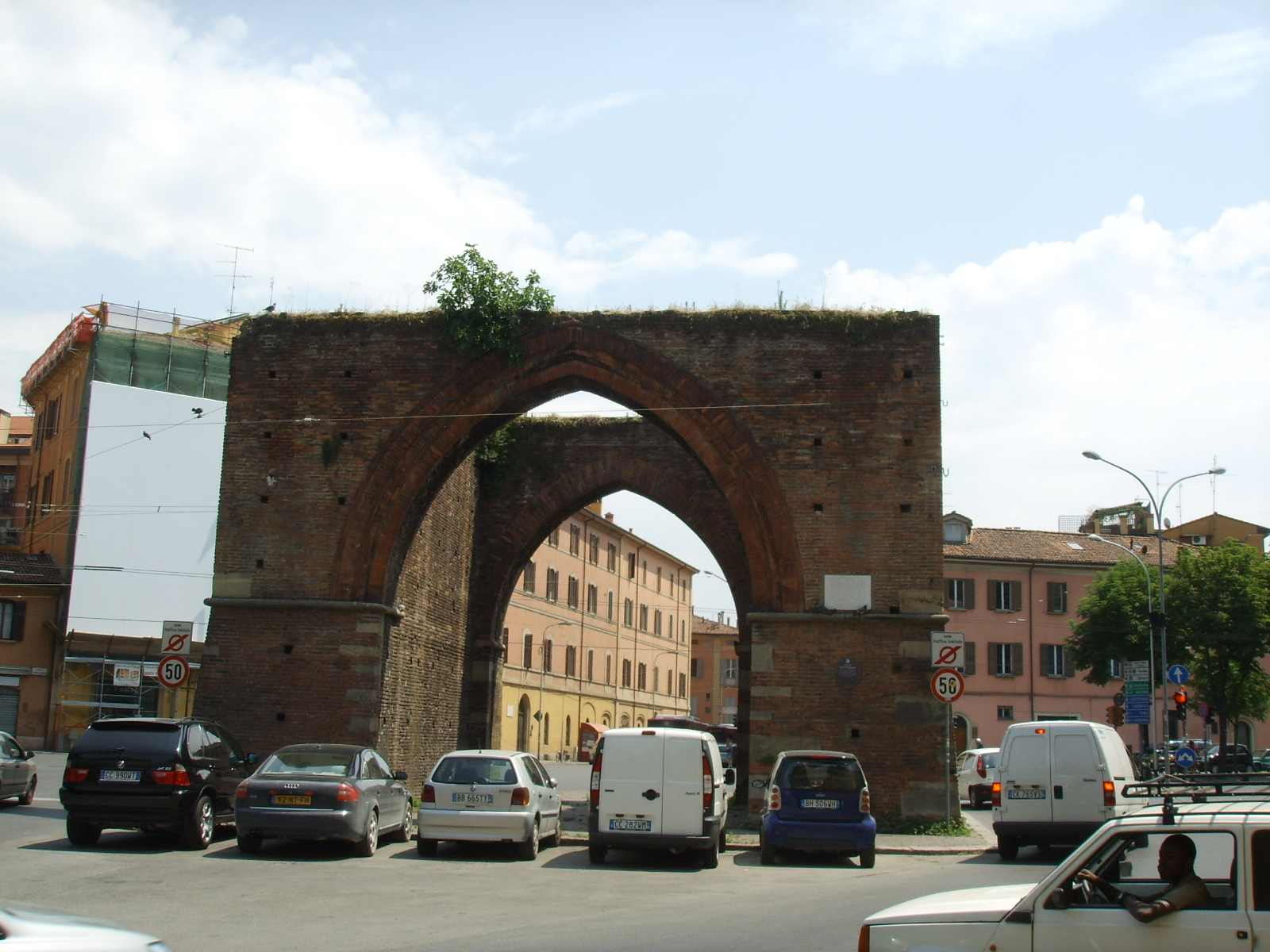
马焦雷门

马焦雷门（Porta Maggiore），现名马志尼门（Porta Mazzini），是意大利城市博洛尼亚东侧的主要城门，位于马焦雷街与马志尼街交接处， 与环形大道交叉口的西侧。
马焦雷门最初建于13世纪，1507年，教宗儒略二世进一步强化。1770年，城门部分重建。1903年，城门几乎被完全拆除，一场激烈的辩论才将其阻止，随后进行保护和修复。
44°29′24″N 11°21′26″E / 44.49000°N 11.35722°E